# Gemeinde Borovnica

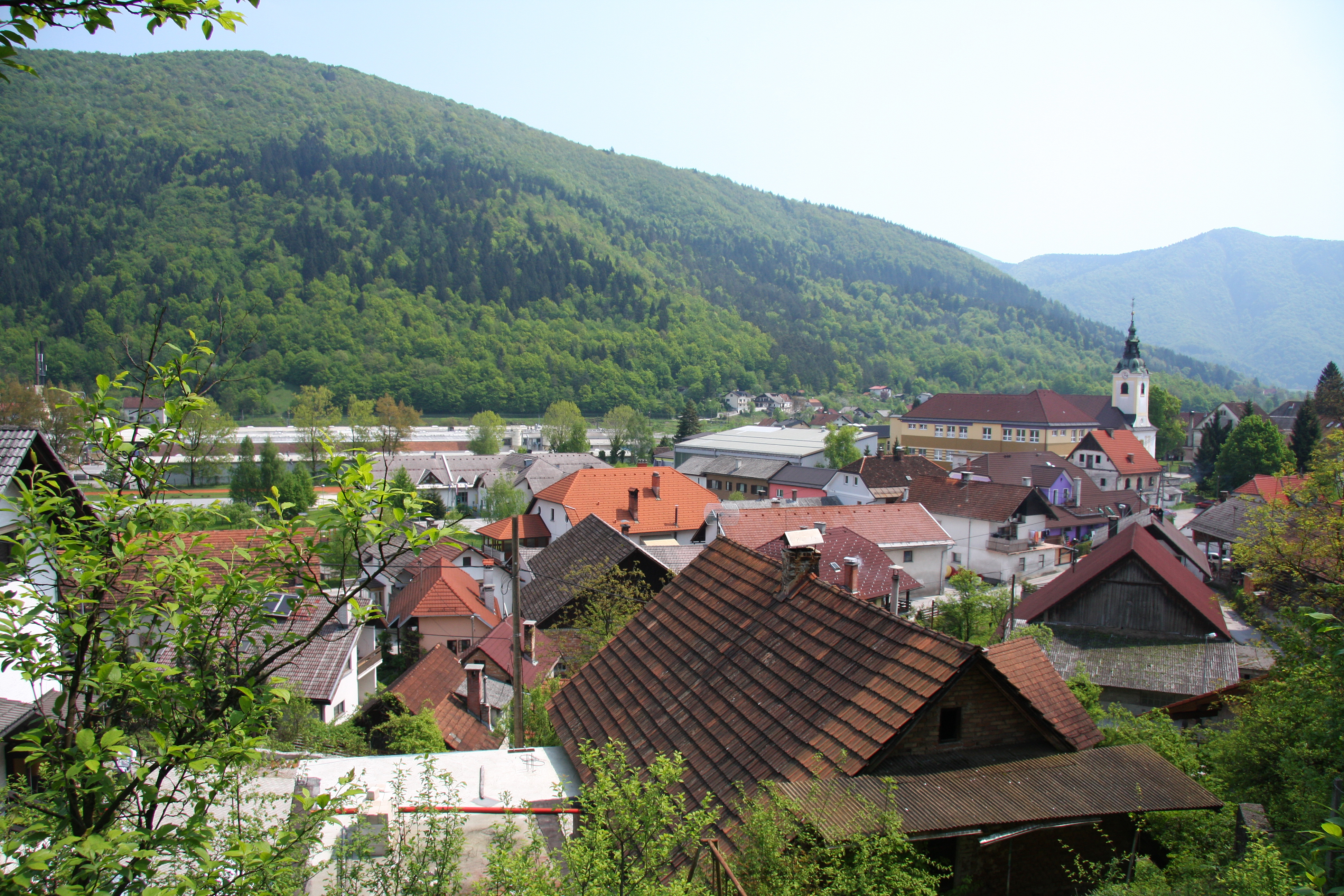
Über den Dächern von Borovnica

Die Gemeinde Borovnica ist eine Gemeinde in der historischen Landschaft Innerkrain, Region Osrednjeslovenska in Slowenien, rund 20 Kilometer südwestlich der Landeshauptstadt Ljubljana (Laibach).
Verwaltungssitz ist die Ortschaft  Borovnica (deutsch, historisch, Franzdorf).

## Ortschaften
(In Klammern die deutschsprachigen Ortsbezeichnungen aus der Zeit vor 1918)
| - Borovnica (Franzdorf) - Breg pri Borovnici (Rann bei Franzdorf) - Brezovica pri Borovnici (Latschenberg) - Dol pri Borovnici (Thal bei Franzdorf) - Dražica (Draschitz) - Laze pri Borovnici (Lassach bei Franzdorf) | - Lašče (Laschitz) - Niževec (Nischevetz) - Ohonica - Pako (Pekel) - Pristava (Meyerhof) - Zabočevo (Sabetzau) |

## Nachbargemeinden
|         | Vrhnika                                     |           |
| Vrhnika | Kompassrose, die auf Nachbargemeinden zeigt | Brezovica |
|         | Cerknica                                    |           |

## Geschichte
- Geschichte der Ortschaft Borovnica
- Massengrab aus dem Zweiten Weltkrieg in der Krimhöhle